# Clionaida
Clionaida is een orde van sponsdieren uit de klasse van de Demospongiae (gewone sponzen).

## Families
- Acanthochaetetidae Fischer, 1970
- Clionaidae d'Orbigny, 1851
- Placospongiidae Gray, 1867
- Spirastrellidae Ridley & Dendy, 1886